# Marie de Kerstrat
Marie de Kerstrat, nom d'usage de Marie de Tréouret de Kerstrat, épouse Grandsaignes d'Hauterives, née le 25 juillet 1841 au château de Trohanet à Langolen (Finistère) et morte le 20 décembre 1920 à Pont-l'Abbé, est une pionnière du tourisme en Pays bigouden et de la diffusion du cinématographe des premiers temps au Canada et aux États-Unis (1897-1910), puis aux Bermudes, à Saint-Pierre-et-Miquelon et enfin à Saint-Malo.

## Biographie

### Famille
Son père, le comte Joseph-Louis, dit Ludovic, de Tréouret de Kerstrat (né le 23 mai 1808 au château de Trohanet, décédé le 23 décembre 1851), a épousé Marie-Antoinette-Adélaïde Riquetti de Mirabeau (1818-1901), une petite-fille d'un compagnon de La Fayette, André Boniface Louis Riquetti de Mirabeau, surnommé Mirabeau-Tonneau et frère du célèbre Honoré-Gabriel Riquetti de Mirabeau.

Elle a 4 frères et sœurs, dont Charles Marie Arundel de Tréouret, comte de Kerstrat, qui participe à la désastreuse expédition du Mexique sous Napoléon III.

En 1868, elle épouse à Paris le comte Louis Étienne Hermin Gustave de Grandsaignes d'Hauterives, receveur des douanes à Pont-l'Abbé, alors veuf et père de deux enfants. Un fils unique naîtra de leur union : Henry Louis Marie de Grandsaignes d'Hauterives, né le 28 juillet 1869 à Pont-l'Abbé, décédé le 28 septembre 1929 à Paris. 

### Pionnière de l'accueil touristiqueenPays bigouden
Grâce à un héritage, elle aménage un lieu non cultivé au sein d'un superbe paysage marin à Pénanveur [Pen an Veur], en Loctudy, sur les rives de l'estuaire de la rivière de Pont-l'Abbé, à proximité d'un moulin à marée et de l'étang du Suler, qui donne son nom à la propriété.

Elle y fait construire quatre villas destinées à l'accueil de touristes fortunés, en particulier parisiens et anglais, à partir de 1884. Elle est parfois considérée comme l'inventrice du village de vacances. Comme hôtesse, elle imagine des animations et des distractions : promenades sur terre et sur mer, soirées récréatives, jeux, etc. Les villas font le plein, la bonne hôtesse fait merveille. Loctudy est alors un lieu privilégié de séjour pour des peintres tombés sous le charme du village côtier (Maurice Denis, Maxime Maufra, André Dauchez, Vuillard...) et des familles de la grande bourgeoisie et de l'aristocratie, qui y construisent des villas avec vue sur mer ou sur estuaire telles que les Saint-Amant-Martignon, La Grandière (l'amiral Pierre-Paul de La Grandière, deviendra propriétaire du château natal de Marie de Kerstrat), Le Normant des Varannes, Briant de Laubrière, Coëtlogon, Welesley, Ruaulx de La Tribonnière...

### Pionnière du cinéma en Amérique
En 1897, son mari étant décédé et son fils, exerçant comme avoué, ayant dilapidé la dot de sa femme, elle décide d'acheter un appareil cinématographique aux frères Lumière et de tenter l'aventure des spectacles au Canada, afin d'aider son fils à rembourser son épouse. Elle embarque, avec celui-ci, à Liverpool en octobre 1897 pour se rendre à Montréal.

Ils louent une salle de théâtre dans cette ville, puis débutent des séances de projection itinérantes dans le Québec des villes, bourgs et villages, peuplés de paysans, ouvriers, bûcherons, trappeurs et Amérindiens. Ils feront aussi quelques incursions dans l'Ontario anglophone.

Marie de Kerstrat tient la caisse à l'entrée des salles, tandis que son fils improvise des commentaires pour les très courts films muets projetés sous la raison sociale : "l'Historiographe et Cie". Henry est considéré comme l'un des inventeurs du boniment cinématographique. Un pianiste est chargé de l'ambiance musicale. Les Hauterives sont des professionnels hors pair.
Ils achètent leurs films en France à la société Lumière, à Georges Méliès et à Pathé. Les sujets en sont historiques (Jeanne d'Arc, L'épopée napoléonienne) ou divertissants (Le voyage dans la lune, Le château hanté). En outre, atout supplémentaire, les pellicules sont colorisées à la main par un atelier spécialisé de Paris. Le duo projette ses films dans les écoles, les salles paroissiales, les théâtres. Le succès, financier et populaire, est au rendez-vous. Marie de Kerstrat y gagne le surnom affectueux et admiratif de "comtesse des vues animées".
À partir de 1899, ils étendent leurs tournées aux États-Unis. Les voici à Boston, Atlantic City, New York, dans les petites villes du nord-est du pays, et à partir de 1904, Saint-Louis dans le Missouri. Cette année-là, ils y triomphent lors de l'Exposition Universelle. Leur raison sociale s'est muée en "Dream World", tout un programme. Ils finissent par ouvrir des salles permanentes à New York et Saint-Louis. Ils sont alors à la tête d'un personnel nombreux et compétent. Mais la multiplication des salles concurrentes à partir de 1905 et une législation protectionniste, défavorable aux petits exploitants d'origine étrangère, les conduisent en 1910 à quitter les Etats-Unis. Les Hauterives s'établissent à Hamilton, la capitale des Bermudes, où ils ouvrent un cinéma en même temps que Marie de Kerstrat tient une pension de famille et commercialise des ouvrages en dentelle en provenance du Pays bigouden. Ils passent les étés à Saint-Pierre-et-Miquelon, au climat plus tempéré, où ils projettent des films dans l'arrière-salle du café à la mode de Saint-Pierre. Finalement, au terme d'un existence aventureuse de seize années, Marie et son fils Henry rentrent en France fin 1913. Une dernière fois, ils ouvrent un cinéma à Saint-Malo mais la concurrence locale met prématurément fin à l'aventure.

### Vie en France après 1913
C'est à Rouen que Marie de Kerstrat vit pendant la guerre de 1914-1918. Pendant le conflit, à la demande de l'armée française, Henry reprend du service dans les vues animées. Il commente avec succès et en anglais les films projetés aux tommies, les soldats britanniques en opération sur le sol français. Sa mère l'accompagne volontiers sur le front. La comtesse d'Hauterives revient à Pont-l'Abbé en 1920, trois mois avant d'y mourir à l'âge de soixante-dix-neuf ans.
Neuf ans plus tard, son fils Henry décède à Paris. L'une et l'autre sont enterrés au cimetière de Pont-l'Abbé.

## Descendance de Marie de Kerstrat
Son fils Henry a été le père en 1896 de Robert de Grandsaignes d'Hauterives qui a fait une carrière de juriste. Il ne doit pas être confondu avec un autre Robert de Grandsaignes d'Hauterives (1881-1962), spécialiste des études romanes et de l'ancien français, connu justement pour son Dictionnaire d'ancien français : Moyen Âge et Renaissance (1947).

## Hommages
Des rues ou des allées Marie de Kerstrat existent à Briec, Langolen, Loctudy, Plonéis, Plouédern, Pont-l'Abbé, Thorigné-Fouillard. À Quimper, l'esplanade située devant le complexe cinématographique du Cinéville porte son nom.